# Mare de Déu de la Llet

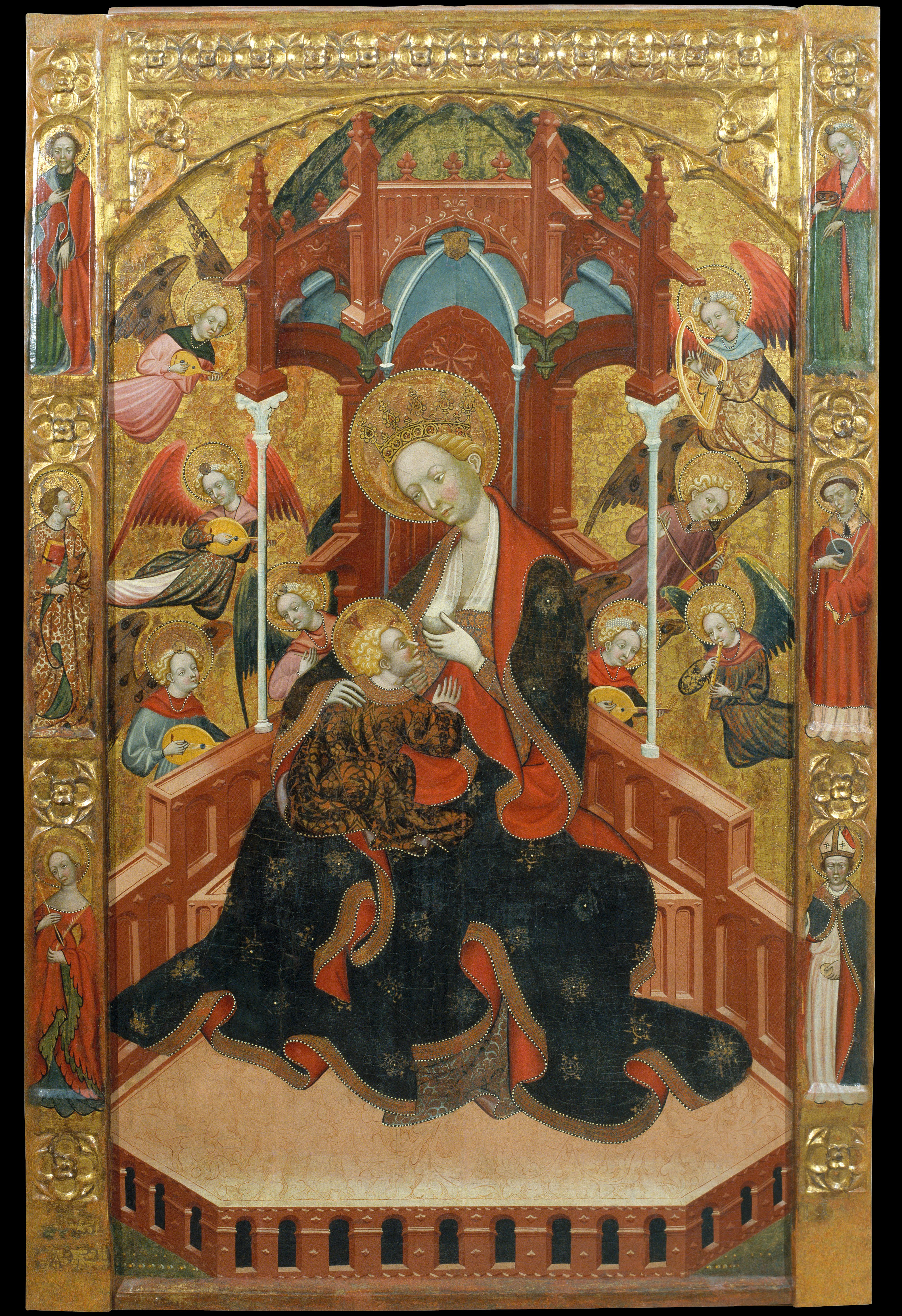
Representació de Ramon de Mur, 1415, al MNAC

La Mare de Déu de la Llet, Mare de Déu lactant o Madonna Lactans és una advocació i una iconografia de la Mare de Déu representada en l'acte d'alletar al Nen Jesús. Aquesta representació ha tingut diversos desenvolupaments en l'art sacre, tant en pintura com en escultura, i la particular iconografia de l'Església Ortodoxa. Després del Concili de Trento també va ser coneguda com Mare de Déu del Bon Repòs i Mare de Déu de Betlem.

## Origen i tradició
La representació de la Verge alletant al nen Jesús és esmentada pel papa Gregori el Gran, un mosaic amb aquesta representació que probablement data del segle xii es troba a la façana de la Basílica de Santa Maria in Trastevere, encara que uns altres quants exemples de la baixa edat mitjana encara sobreviuen. Es considera que aquesta advocació pot ser un sincretisme de les deesses-mare, en particular de la deessa Isis alletant a Horus i, probablement les primeres imatges van aparèixer en l'art copte.
La Cova de la Llet és un lloc de Betlem, molt proper a la Basílica de la Nativitat, on la tradició diu que la Verge va alletar al Nen, i una gota que es va vessar sobre una roca va canviar el seu color, convertint-se en una pedra blanca. A causa d'això, les pedres de la gruta (formades de carbonat de calci), eren considerades relíquia als primers segles doncs, en diluir-les en aigua, aquesta prenia aspecte de llet. El santuari aixecat en aquest lloc és visitat per dones que demanen a la Verge que els millori la qualitat de la seva llet materna.

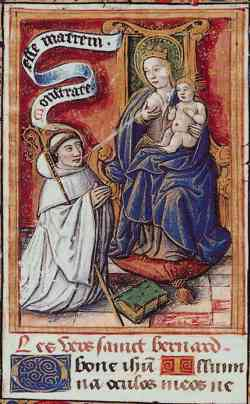
Bernardí rebent llet directament del pit de la Verge Maria. L'escena és una llegenda que afirma que va succeir a la catedral de Speyer el 1146

Un tema dins de l'hagiografia cristiana vinculat a la Mare de Déu lactant és el de Lactatio Bernardi, segons el qual la Mare de Déu se li va aparèixer en somni al monjo Bernat de Claravall i, en donar-li de la seva llet, li atorga algun do miraculós.

## Galaktotrofussa. La Verge de Saydnaya
En l'art romà d'Orient va rebre la denominació de Galaktotrofussa, habitualment juntament amb el títol de Παναγία Panagia -"Santíssima"-, altres advocacions i iconografies de Verge amb Nen són l′eleusa -"tendresa"- i la theotokos -"mare de Déu"-). El Monestir de Khilandar al mont Atos va tenir entre les seves icones més venerades una Panagia Galaktotrofussa. Més enigmàtica és la icona del segle xi, provinent de Constantinoble i conservada a la ciutat siriana de Saydnaya (que no és clar si era una talla de fusta o una taula pintada), al que s'atribuïa l'origen d'una "llet de la Verge" o "licor de la Verge" (potser un oli) que es va distribuir per tot Europa a partir del seu control pels templers durant les croades; aquest tipus de relíquia també s'associava amb la roca de la Cova de la Llet o amb aparicions miraculoses de la Verge a sants, als qui nodria amb la seva llet.

## Virgo lactans
En la cristiandat llatina l'advocació es va fer molt popular, amb la denominació Virgo lactans, als segles finals de l'edat mitjana (és habitual usar l'expressió Madonna lactans barrejant llatí i italià -Madonna-). Va ser particularment utilitzada per l'Escola senesa del Trecento (segle xiv), però es va difondre per tota l'Europa occidental. Fins a tal punt era demandada aquesta iconografia, que s'incorporava com a element central d'escenes evangèliques com la Fugida a Egipte, representada habitualment en un entorn natural, on el grup familiar es pren un "descans" perquè el Nen s'alleti, o de composicions que inclouen a la Sagrada Família o la Verge amb sants. La seva representació es va limitar a partir del Concili de Trento (1563) per raons de pudor (evitar la representació del pit nu com fa, per exemple, l'obra de Luis de Morales).

## Mlekopitatelnitsa

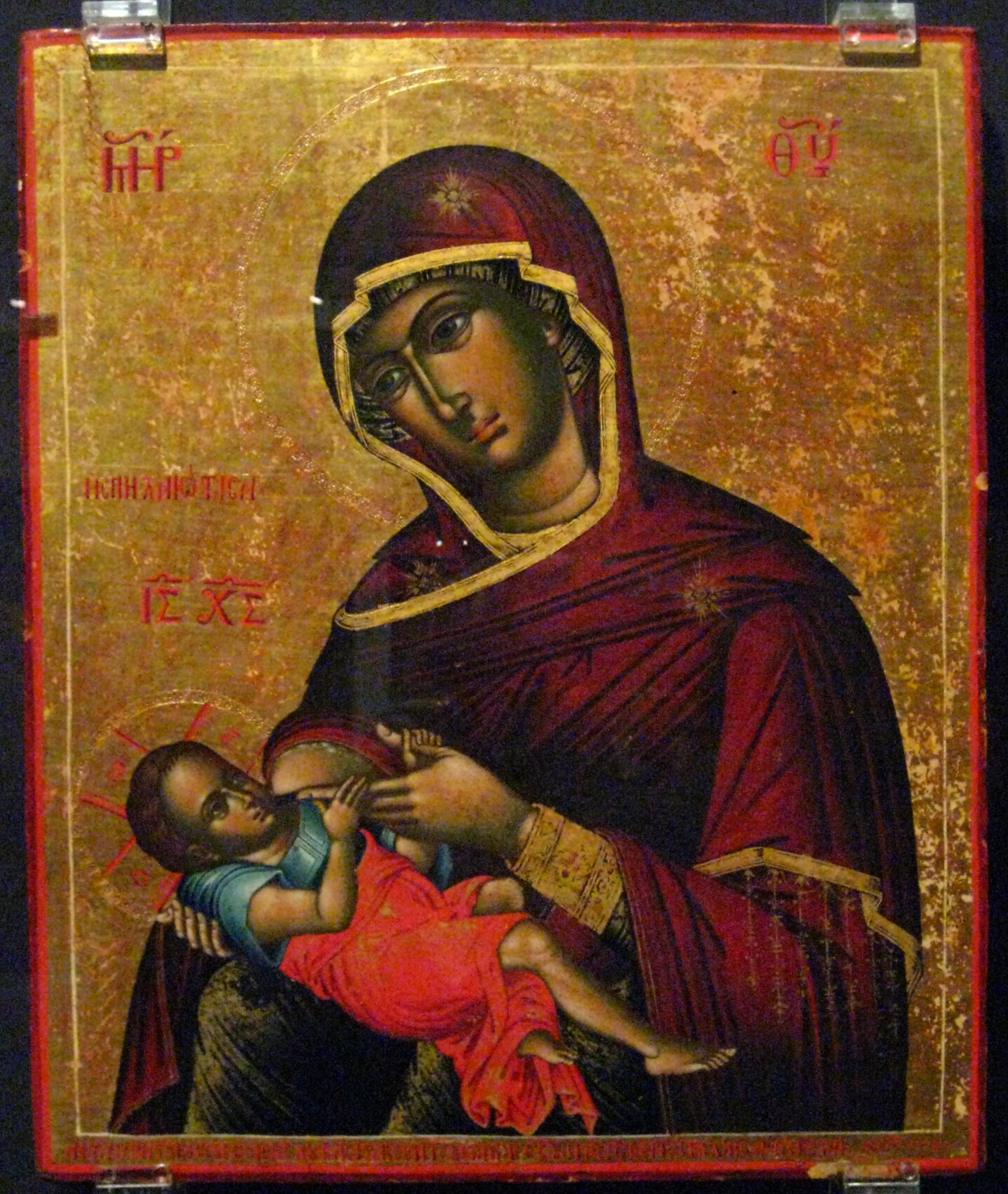
Icona russa del.

En la pintura russa el tema es denomina Mlekopitatelnitsa (Млекопитательница).